# Ouratea elliptica
Ouratea elliptica är en tvåhjärtbladig växtart som först beskrevs av Achille Richard, och fick sitt nu gällande namn av Gomez de la Maza. Ouratea elliptica ingår i släktet Ouratea och familjen Ochnaceae. Inga underarter finns listade i Catalogue of Life.